# 船橋市消防局
船橋市消防局（ふなばしししょうぼうきょく）は、千葉県船橋市の消防部局（消防本部）。管轄区域は船橋市全域。

## 概要
- 消防局本部：船橋市湊町2-6-10
- 管内面積：85.72km2
- 職員定数：604人、現職員数610人（うち再任用13人）
- 消防署5カ所、分署6カ所、出張所2カ所、救急ステーション1ヵ所､訓練センター1ヵ所
- 主力機械（2024年4月1日現在）
  - 普通消防ポンプ自動車　12
  - 水槽付消防ポンプ自動車：13
  - はしご付消防自動車：6
  - 化学消防自動車：2
  - 救急自動車：23
  - 指揮車：3
  - 救助工作車：3
  - 指令車：3
  - 排煙高発泡車：1
  - 空気充填車：2
  - 小型動力ポンプ付水槽車：1
  - 査察車：6
  - 支援車：1
  - 資機材搬送車：3
  - 多目的資機材搬送車：2
  - 重機・重機搬送車：1
  - 災害用多目的車：1
  - 人員輸送車：2
  - 隊員輸送車：1
  - 総務車：2
  - 管理車：1
  - 危険物車：1
  - 調査車：1
  - 広報車：1
  - 警防車：2

## 沿革
- 1949年4月1日 船橋市消防本部を開設。
- 1995年1月 阪神・淡路大震災に応援出場した。
- 1999年1月 コロンビア共和国地震災害に国際消防救助隊を派遣した。
- 2004年10月 新潟県中越地震に緊急消防援助隊を派遣した。
- 2005年10月 パキスタン地震に国際消防救助隊を派遣した。
- 2009年10月1日 中央消防署に高度救助隊を設置。
- 2011年3月14日 東日本大震災に緊急消防援助隊を派遣した。

## 組織
- 本部：総務課、予防課、警防課、救急課、指揮指令課
- 消防署

## 消防署
| 消防署     | 住所            | 分署                                 | 出張所                |
| ---------- | --------------- | ------------------------------------ | --------------------- |
| 中央消防署 | 湊町2-6-10      | 本郷：本郷町457-1                    | なし                  |
| 東消防署   | 習志野台3-18-23 | 古和釜：古和釜町502-1                | 薬円台：薬円台5-24-14 |
| 北消防署   | 馬込町902-2     | 三咲：三咲3-6-14                     | 小室：小室町3326      |
| 夏見消防署 | 夏見2-11-3      | 行田 : 行田2-1-1                     | なし                  |
| 芝山消防署 | 芝山1-39-10     | 前原 : 前原西1-6-1 三山 : 三山5-20-5 | なし                  |

## その他
消防音楽隊があり、隣の市川市消防局音楽隊員とともに毎年中山競馬場で行われる皐月賞・スプリンターズステークス・ホープフルステークスのファンファーレ生演奏を担当する。